# Осек Хиља
Осек Хиља (алб. Osek Hylë) је насељено место у општини Ђаковица, на Косову и Метохији. Према попису становништва из 2011. у насељу је живео 1.151 становник.

## Становништво
Према попису из 2011. године, Осек Хиља има следећи етнички састав становништва:
| Националност | 2011.          |
| Албанци      | 1.130 (98,17%) |
| Ашкалије     | 14 (1,22%)     |
| Египћани     | 7 (0,61%)      |
| Укупно       | 1.151          |

| Демографија | Демографија | Демографија |
| Година      | Становника  | Становника  |
| ----------- | ----------- | ----------- |
| 1948.       | 247         |             |
| 1953.       | 250         |             |
| 1961.       | 348         |             |
| 1971.       | 465         |             |
| 1981.       | 668         |             |
| 1991.       | 826         |             |
| 2011.       | 1.151       |             |